# (8959) Oenanthe
(8959) Oenanthe ist ein Asteroid des inneren Hauptgürtels, der am 24. September 1960 von dem niederländischen Astronomenehepaar Cornelis Johannes van Houten und Ingrid van Houten-Groeneveld entdeckt wurde. Die Entdeckung geschah im Rahmen des Palomar-Leiden-Surveys, bei dem von Tom Gehrels mit dem 120-cm-Oschin-Schmidt-Teleskop des Palomar-Observatoriums aufgenommene Feldplatten an der Universität Leiden durchmustert wurden.
Nach der SMASS-Klassifikation (Small Main-Belt Asteroid Spectroscopic Survey) wurde bei einer spektroskopischen Untersuchung von Gianluca Masi, Sergio Foglia und Richard P. Binzel bei (8959) Oenanthe von einer hellen Oberfläche ausgegangen, es könnte sich also, grob gesehen, um einen S-Asteroiden handeln.
(8959) Oenanthe ist nach dem Steinschmätzer benannt, dessen wissenschaftlicher Name Oenanthe oenanthe lautet. Zum Zeitpunkt der Benennung des Asteroiden am 2. Februar 1999 befand sich der Steinschmätzer auf der niederländischen Roten Liste gefährdeter Arten.